# Крукек
Крукек (на шведски: Krokek) е град в югоизточна Швеция, лен Йостерйотланд, община Норшьопинг. Разположен е на северния бряг на езерото Бровикен. Намира се на около 170 km на югозапад от столицата Стокхолм, на около 75 km на североизток от Линшьопинг и на около 20 km на североизток от общинския център Норшьопинг. Има жп гара. Населението на града е 5120 жители, по приблизителна оценка от декември 2017 г.